# أندرياس شيفر (لاعب كرة قدم)
أندرياس شيفر (بالألمانية: Andreas Schäfer) هو لاعب كرة قدم ألماني في مركز الدفاع، ولد في 5 فبراير 1983 في داون في ألمانيا. لعب مع إنغولشتات 04 ونادي أوسنابروك ونادي كارلسروه ونادي كايزرسلاوترن.

## وصلات خارجية
- أندرياس شيفر على موقع قاعدة بيانات كرة القدم.إي يو (الإنجليزية)
- أندرياس شيفر على موقع بيانات كرة القدم. دي إي (الألمانية)
- أندرياس شيفر على موقع Soccerway.com (الإنجليزية)
- أندرياس شيفر على موقع عالم كرة القدم.نت (الإنجليزية)